# Monumento al Russalka
El Monumento al Russalka (en estonio: Russalka mälestussammas) es un monumento de bronce esculpido por Amandus Adamson, erigido el 7 de septiembre de 1902 en Kadriorg, Tallin, Estonia con motivo del noveno aniversario del hundimiento del buque de guerra ruso Rusalka, o «La sirena», que se hundió a unos 25 kilómetros al sur de Helsinki en 1893.
El monumento representa a un ángel que sostiene una cruz ortodoxa en la dirección asumida del naufragio. El modelo para el ángel fue de Juliana Rootsi, cuyo nieto es el político Tiit made.